# Neanthes lighti
Neanthes lighti är en ringmaskart som beskrevs av Hartman 1938. Neanthes lighti ingår i släktet Neanthes och familjen Nereididae. Inga underarter finns listade i Catalogue of Life.